# 童友社
株式会社童友社（英語：Doyusha Model Co.,Ltd，简称童友社），是日本一家模型制造商。其产品包括日本名城模型、遥控车、小比例军事模型成品、盒蛋（盒玩）、糖果附带玩具等。

## 历史
昭和12年（1937年），童友社的创始人内田一雄，开始于東京市荒川区小规模生产、售卖玩具，初期并非生产塑料模型，而是以纸质玩具为主，包括公仔紙等。
昭和26年（1951年），内田一雄以150万日元资本金，于当时的荒川区三河岛町成立名为童友社的有限公司。在当时的国际环境下，迎合美国客户需要的出口货是最能赚钱的，大量由童友社生产的圣诞节用品、纸喇叭、聚会商品等被出口至美国。同时，由于当时童友社持有了多种迴力玩具、发条玩具的专利，为其带来不俗的收入，而资金也成为了童友社发展塑料模型的基础。
昭和37年（1962年），童友社开展了生产塑料模型的历史。据说童友社转产塑料模型的背后还有一段故事，当时在童友社工作的内田悦弘先生（后来成为会长），某天在委托的印刷厂中，无意看见了正在大量印刷的塑料模型包装纸盒，他意识到玩具将全面进入“塑料时代”，之后随即开始了生产塑料模型的计划。经过一轮波折，童友社制造的塑料模型终于在1962年亮相，而此时仅为日本第一款塑料模型（丸三商店的1/300鸚鵡螺號核動力潛艇）面世的四年之后。昭和39年（1964年），童友社中止了纸制玩具的生产，成为一家塑料模型专业制造厂。
平成8年（1996年），童友社的公司体制由有限公司（有限会社）改制为股份有限公司（株式会社）。

## 主要产品

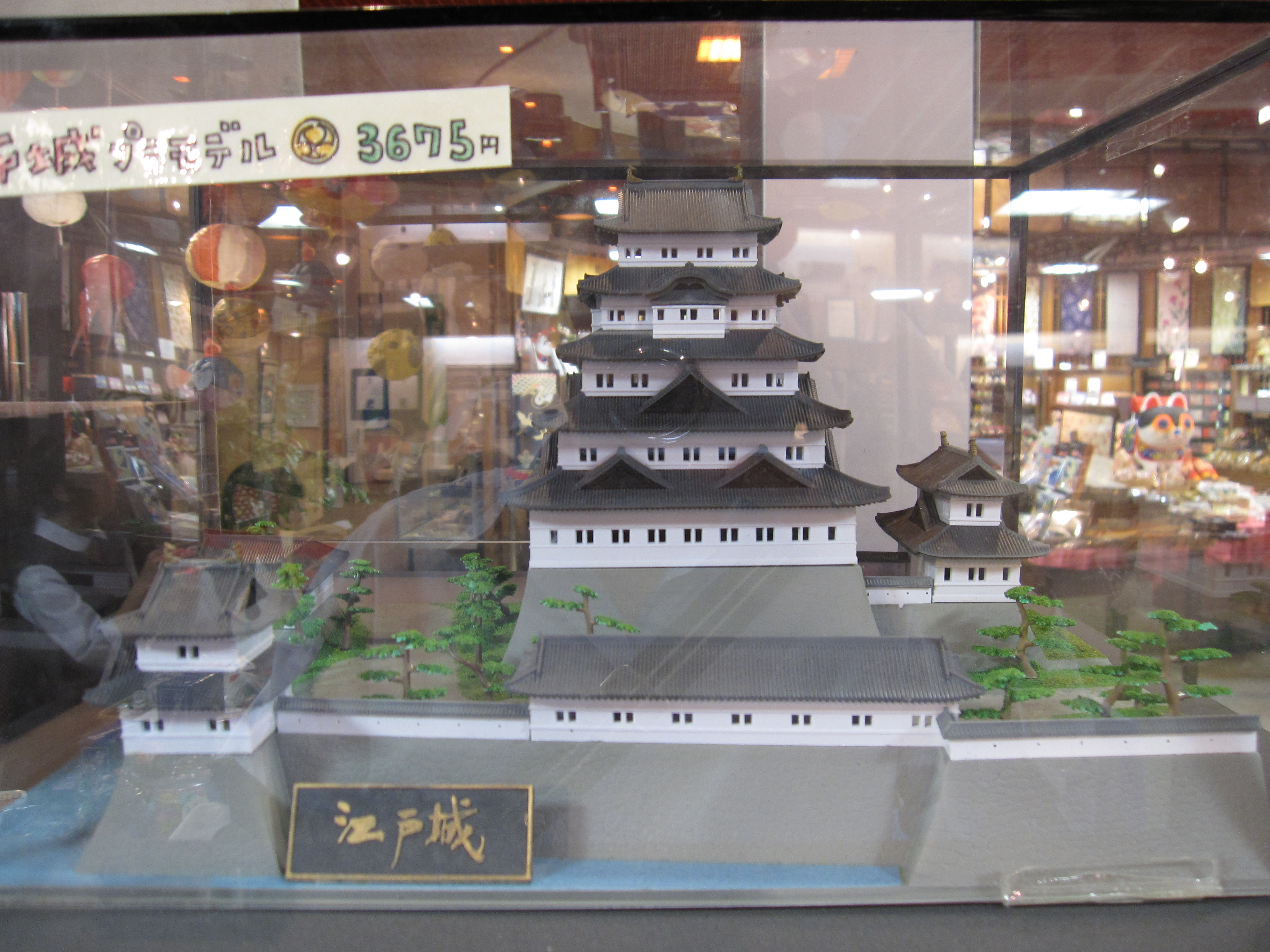
童友社著名产品之一——1：350比例江户城模型

### 日本名城系列
日本名城系列是在童友社最经典的产品。童友社于1970年后期，从丸三商店、以及倒闭的相原模型（アイハラ）、緑商会（ミドリ商会）收购了众多日本著名城郭比例模型模具，成为现在的童友社城郭模型阵容，包括姬路城、大阪城、名古屋城、江戶城等。名城系列于昭和53年（1978年）开始发售，在过去30年至今仍然是日本各地玩具店、名城旅游景点的长期畅销商品模型。

### 日本名将系列
日本名将系列包括了一系列日本历史名将的盔甲、头盔模型等，例如1/4的名将盔甲系列（源義經、德川家康、织田信长）、1/4比例的名将头盔系列、以及1/3比例的日本武將刀劍系列。

### 盒玩模型系列
童友社于2000年代初开始投入盒玩模型市场，先后推出多种小比例的军事题材盒玩模型，包括1/100比例的二战著名战斗机系列、1/144比例的现代著名战斗机系列等。

## 代理品牌
童友社除了作为生产模型的厂商，同时也是引进国外模型的日本代理商。目前代理的模型品牌包括HOBBY BOSS、威龙模型。